# Cymatonycha meridionalis
Cymatonycha meridionalis är en skalbaggsart som beskrevs av Martins och Maria Helena M. Galileo 1995. Cymatonycha meridionalis ingår i släktet Cymatonycha och familjen långhorningar.
Artens utbredningsområde är Venezuela. Inga underarter finns listade i Catalogue of Life.